# Joseph-François Duché de Vancy
Pour les articles homonymes, voir Duché de Vancy.
Joseph-François Duché de Vancy, né le 29 octobre 1668 à Paris où il est mort le 14 décembre 1704, est un auteur dramatique et librettiste français.

## Biographie
Joseph-François Duché de Vancy est le fils d'un gentilhomme de la maison de Louis XIV, secrétaire du général des galères Louis Victor de Rochechouart de Mortemart, et fut lui-même valet de chambre du roi. Il présenta des ballets au château de Marly et au château de Versailles à partir de 1688. Après la mort de La Bruyère en 1696, il composa lui aussi des portraits critiques de la société de son temps, en s'inspirant du poète grec Phocylide. Secrétaire du duc Anne-Jules de Noailles, il accompagna avec lui en 1700 Philippe V jusqu'à la frontière espagnole, voyage dont il fit un compte-rendu régulier. Son talent plut à Madame de Maintenon, qui lui fit obtenir à son retour la pension qu'avait eue Jean Racine et le chargea de composer pour la Maison de Saint-Cyr des poésies sacrées, des histoires édifiantes et des tragédies religieuses. Sa tragédie Absalon, jouée devant le roi par les demoiselles de Saint-Cyr, lui valut une pension. Il entra comme élève à l'Académie royale des inscriptions et médailles en 1701.
Il a également écrit des livrets d'opéra dont les plus connus sont Céphale et Procris et Iphigénie en Tauride. Duché avait pris Racine pour modèle et il s'en approcha quelquefois.

## Œuvres

### Pièces et livrets
- Céphale et Procris, tragédie lyrique, musique d'Élisabeth Jacquet de La Guerre, Académie royale de musique, 15 mars 1694 Texte en ligne.
- Les Amours de Momus, ballet en musique, musique de Henri Desmarets, Académie royale de musique, 25 mai 1695 Texte en ligne.
- Téagène et Chariclée, tragédie lyrique, musique de Henri Desmarets, Académie royale de musique, 12 avril 1695 Texte en ligne.
- Les Fêtes galantes, ballet en musique, musique de Henri Desmarets, Académie royale de musique, 10 mai 1698.
- Jonathas, tragédie tirée de l'Écriture sainte, Château de Versailles, 5 décembre 1699 Texte en ligne.
- Scylla, tragédie, musique de Theobaldo di Gatti, Académie royale de musique, 16 septembre 1701 Texte en ligne.
- Débora, tragédie tirée de l'Écriture sainte, 1701.
- Iphigénie en Tauride, tragédie lyrique, avec Antoine Danchet, musique de Henri Desmarets et André Campra, Académie royale de musique, 6 mai 1704 Texte en ligne.
- Absalon, tragédie en cinq actes tirée de l'Écriture sainte, 7 avril 1712 Texte en ligne.

### Varia
- Les Préceptes de Phocylide avec des remarques & des pensées & peintures critiques à l'imitation de cet auteur, 1698 Texte en ligne.
- Lettres inédites de Duché de Vanci contenant la relation historique du voyage de Philippe d'Anjou, appelé au trône d'Espagne, ainsi que des ducs de Bourgogne et de Berry ses frères, en 1700…, éditées par Colin et Raynaud, Paris : Librairies de Lacroix, 1830. Texte en ligne.
- Recueil d'histoires édifiantes, pour servir de lectures à de jeunes personnes de condition, 1706.